# Leptotarsus (Longurio) hainanensis
Leptotarsus (Longurio) hainanensis is een tweevleugelige uit de familie langpootmuggen (Tipulidae). De soort komt voor in het Oriëntaals gebied.